# Анніка Драйз
Анніка Драйз  (англ. Annika Dries, 10 лютого 1992) — американська ватерполістка, олімпійська чемпіонка.

## Виступи на Олімпіадах
| Олімпіада   | Дисципліна | Місце |
| ----------- | ---------- | ----- |
| Лондон 2012 | водне поло | 1     |